# Sylvanit
Sylvanit – minerał występujący w niskotemperaturowych i wysokotemperaturowych żyłach kruszców, m.in. w żyłach złotonośnych w Rumunii, gdzie występuje w typowych skupieniach hieroglificznych. Występuje także w Kalifornii i Kolorado (USA), Kanadzie i Kalgoorlie w Australii.
Kryształy niewielkie (do nieco ponad 5 mm) o różnym pokroju, zwykle tabliczkowe lub słupkowe. Częste zbliźniaczenia (najczęściej zbliźniaczenia zrosłe), tworzące skupienia rozgałęzione, przypominające pismo.